# Налог на микропредприятия в Латвии
Налог на микропредприятия в Латвии (латыш. Mikrouzņēmumu nodoklis) — отдельный (особый) режим уплаты налогов, регулирующий «Законом о налоге на микропредприятия», вступивший в силу 1 сентября 2010 года.

## Цель налога
Изначально налог был введен с целью:
- способствовать созданию новых малых предприятий
- уменьшить бюрократизм и расходы связанные с началом бизнеса и
- способствовать переходу бизнесменов с теневой (серой) экономики на легальную экономику.

В то время Латвия боролась с кризисом, уровень безработицы был сравнительно высокий. Введение налога на микропредприятия и другие изменения в законодательстве дали возможность предприимчивым людям (в том числе безработным) сравнительно просто и с малыми затратами начать своё дело.
Но довольно быстро многие предприятия данный режим начали использовать в целях уменьшения налогов.
Поэтому во второй половине 2015.года правительство решило реформировать данный налог и парламент Латвии принял поправки законодательства. Согласно поправкам применение данного налога очень ограничена. Начиная с 2016 года применение налога постепенно ограничивается и начиная с 1 января 2019 года предприятия, работающие в большинстве отраслей, не смогут использовать данный режим.

## Как стать плательщиком налога на микропредприятия?
Плательщиком налога на микропредприятия может стать:
- индивидуальный коммерсант,
- индивидуальное предприятие,
- сельскохозяйственное или рыбохозяйственное предприятие,
- физическое лицо, которое зарегистрировано как ведущее хозяйственную деятельность,
- общество с ограниченной ответственностью (ООО).

Чтобы стать плательщиком налога на микропредприятия также необходимо соответствовать всем следующим критериям:
- все собственники долей (если такие есть) должны быть физическими лицами (собственник долей ООО автоматически становится работником данного ООО),
- оборот (доходы от хозяйственной деятельности) не должны превышать 100 000 евро в год,
- количество работников не должно превышать пять работников,
- членами правления ООО является работники данной ООО (член правления должен быть работником данного ООО),
- физическое или юридическое лицо не является товарищем в персональном обществе,
- заработная плата каждого работника не превышает 720 евро в месяц,
- лицо ведет бизнес в определенных (разрешенных) отраслях (вступает в силу 1 января 2017 года).

Список отраслей, к которым не применяется режим налога микропредприятий
Если физическое лицо является собственником долей в нескольких ООО, тогда только одно ООО имеет право стать плательщиком налога на микропредприятия.
Если лицо соответствует вышеуказанным требованиям, тогда, чтобы стать плательщиком налога, необходимо подать заявление в Службу государственных доходов. Заявление можно подать, используя Систему электронного декларирования..

## Ставка налога на микропредприятия
За оборот не превышающий 7000 евро (в таксационном году), тогда ставка налога — 9 % от оборота.
Если оборот в пределах от 7000,01 до 100 000 евро за первый, второй и третий год работы, тогда ставка также остается 9 %. Но начиная с 4 таксационного года, ставка увеличивается до 12 %.
Начиная с 2017 года ставка меняется.
За оборот не превышающий 7000 евро, ставка 5 % от оборота.
Если оборот в пределах от 7000,01 до 100 000 евро за первый, второй и третий год работы ставка 5 %. Но начиная с 4 таксационного года, ставка увеличивается до 8 %.
Дополнительно предприятие будет обязано платить дополнительный налог — обязательные платежи государственного социального страхования.